# Dravida Vizhipunarchi Kazhagam
Dravida Vizhipunarchi Kazhagam (Dravidian Awareness Federation) är ett politiskt parti i Tamil Nadu i Indien. Partiets ordförande är B.T. Kumar.